# Darwin Jones
Darwin Jones (Chicago, 4 aprile 1992) è un ex calciatore statunitense, di ruolo attaccante.

## Carriera
È cresciuto nelle giovanili dei Seattle Sounders, club con cui ha esordito nella massima serie statunitense nel 2015.

## Statistiche

### Presenze e reti nei club
Statistiche aggiornate al 14 novembre 2021.
| Stagione                  | Squadra                   | Campionato                | Campionato | Campionato | Coppe nazionali | Coppe nazionali | Coppe nazionali | Coppe continentali | Coppe continentali | Coppe continentali | Altre coppe | Altre coppe | Altre coppe | Totale | Totale |
| Stagione                  | Squadra                   | Comp                      | Pres       | Reti       | Comp            | Pres            | Reti            | Comp               | Pres               | Reti               | Comp        | Pres        | Reti        | Pres   | Reti   |
| ------------------------- | ------------------------- | ------------------------- | ---------- | ---------- | --------------- | --------------- | --------------- | ------------------ | ------------------ | ------------------ | ----------- | ----------- | ----------- | ------ | ------ |
| 2015                      | Seattle Sounders          | MLS                       | 9          | 0          | USOC            | 0               | 0               | CCL                | 5                  | 0                  |             | -           | -           | 14     | 0      |
| 2016                      | Seattle Sounders          | MLS                       | 2          | 0          | USOC            | 1               | 0               |                    | -                  | -                  |             | -           | -           | 3      | 0      |
| Totale Seattle Sounders   | Totale Seattle Sounders   | Totale Seattle Sounders   | 11         | 0          |                 | 1               | 0               |                    | 5                  | 0                  |             | -           | -           | 17     | 0      |
| 2015                      | Seattle Sounders 2        | USL                       | 14+1       | 5+0        |                 | -               | -               |                    | -                  | -                  |             | -           | -           | 15     | 5      |
| 2016                      | Seattle Sounders 2        | USL                       | 19         | 7          |                 | -               | -               |                    | -                  | -                  |             | -           | -           | 19     | 7      |
| Totale Seattle Sounders 2 | Totale Seattle Sounders 2 | Totale Seattle Sounders 2 | 34         | 12         |                 | -               | -               |                    | -                  | -                  |             | -           | -           | 34     | 12     |
| 2017                      | T.B. Rowdies              | USL                       | 23+1       | 1+0        | USOC            | 2               | 0               |                    | -                  | -                  |             | -           | -           | 26     | 1      |
| apr.-lug. 2018            | IFK Värnamo               | S1                        | 5          | 0          |                 | -               | -               |                    | -                  | -                  |             | -           | -           | 5      | 0      |
| lug.-nov. 2018            | Orange County             | USL                       | 13+3       | 2          |                 | -               | -               |                    | -                  | -                  |             | -           | -           | 16     | 2      |
| 2019                      | Orange County             | USLC                      | 30+1       | 12         | USOC            | 1               | 1               |                    | -                  | -                  |             | -           | -           | 32     | 13     |
| 2020                      | Orange County             | USLC                      | 13         | 1          |                 | -               | -               |                    | -                  | -                  |             | -           | -           | 13     | 1      |
| 2021                      | Orange County             | USLC                      | 8+1        | 0          |                 | -               | -               |                    | -                  | -                  |             | -           | -           | 9      | 0      |
| Totale Orange County      | Totale Orange County      | Totale Orange County      | 69         | 15         |                 | 1               | 1               |                    | -                  | -                  |             | -           | -           | 70     | 16     |
| Totale carriera           | Totale carriera           | Totale carriera           | 143        | 28         |                 | 4               | 1               |                    | 5                  | 0                  |             | -           | -           | 152    | 29     |

## Palmarès

### Club

#### Competizioni nazionali
- Campionato MLS: 1

Seattle Sounders: 2016